# اضطراب جيني
المرض المتوارث والاضطراب الجيني أو اضطراب وراثي أو مرض وراثى هو الحالة المرضية الناتجة من خلل أو اضطراب في جين واحد أو أكثر. يمكن لبعض هذه الأمراض الانتقال من جيل إلى آخر ولكن غالبيتها تصيب الفرد أثناء الحياة الجنينية.

## الأسباب
يتم تلخيص مسببات الأمراض الوراثية إلى أحد الأسباب التالية:
- أمراض ناتجة عن اضطرابات في أعداد الكروموسومات مثل ظاهرة داون.
- أمراض ناتجة عن حدوث طفرات جينية مما يؤدي إلى إعطاب الجين وعدم تأديته لوظيفته بالشكل المطلوب مثل مرض هنتنغتون.
- أمراض ناتجة عن توريث جينات معطوبة من الأبوين إلى الأبناء. تظهر هذه الأمراض عند تلاقي جينين متنحيين في الطفل وعندها سيؤدي إلى توريث المرض مثل الثلاسيميا.

## أنواع الأمراض الوراثية
تنقسم الأمراض الوراثية إلى ثلاثة أنواع هي:
1- الأمراض الجينية.
2- الأمراض الكروموسومية.
3- الأمراض المركبة.
أولاً: الأمراض الجينية:
```
يتكون 
الكروموسوم
 من عدة 
مورثات
 متلاصقة يتحكم كل منها في صفة من صفات الإنسان، وتنتج الأمراض الجينية من خلل في المورثات دون حدوث تغيرات في الكروموسوم ككل، وللأمراض الجينية نوعان:-
```

- أمراض جينية سائدة: وهي التي تنتقل من جيل إلى جيل (من الأب أو الأم إلى الأطفال) ويوجد حوالي 600 مرض يورث بهذه الطريقة، ولهذه الأمراض عدة صفات هي:
- أن المرضى يحملون جينًا واحدًا للمرض.
- أن حامل المرض هو أحد الأبوين، ولا يعاني أعراضًا ظاهرة للمرض.
- يصيب الذكور والإناث بالتساوي، وتتفاوت تلك الأمراض في درجة إظهار الجين المريض، من مريض لآخر.
- أمراض جينية متنحية: ويوجد حوالي 500 مرض يورث بالطريق الجينية المتنحية، وتتميز هذه الأمراض بالصفات التالية:
- يحمل المرضى من المورثات المرضية.
- يكون الأبوان طبيعيين لكنهما حاملان للجين المرضي.
- يصيب الذكور والإناث بالتساوي، ويكثر في المناطق التي ينتشر فيها زواج الأقارب.
- توجد في كل حمل احتمالات ولادة (25% طبيعيون – 25% مرضى - 50% حاملون للمرض دون ظهور الأعراض عليهم).

ثانياً: الأمراض الكروموسومية:
وهي التي يحدث فيها تغيير في الكروموسومات، وهذه التغييرات التي تحدث في الكروموسومات نوعان:-
- تغييرات عددية:

وهي أمراض وراثية تنتج عن التغيير الذي يحدث في عدد الكروموسومات مثل نقص أو زيادة زوج من الكروموسومات كما في حالة (متلازمة داون) down syndrome وهي نوع من حالات الضعف العقلي.
- تغييرات هيكلية:

وهي أمراض وراثية ناتجة عن تغيير في هيكل وشكل الكروموسومات، وتصل نسبة هذه الأمراض إلى 5.6 لكل ألف مولود من الأحياء، مثل مرض بكاء القطة.
ثالثا: الأمراض المركبة:
وهي التي تكون نتيجة لأكثر من عامل وراثي وبيئي، وتسمى باسم الأمراض الوراثية ذات الأسباب المتعددة، أي التي تورث طبقًا لطريقة (مندل) المعروفة، ويندرج تحت هذا النوع كثير من الأمراض التي لم يعرف السبب الرئيس لظهورها، أو الأمراض التي تتداخل فيها العوامل الجينية والعوامل البيئية مثل أمراض ثقوب القلب الوراثية.

## التشخيص
دراسة شجرة العائلة والقصة المرضية قد تكون الوسيلة الوحيدة لتشخيص كثير من الأمراض ذات الوراثة المندلية.

### الصيغة الصبغية
ان دراسة الصبغيات وسلامتها من حيث العدد أو البنية يفيد في تشخيص الاضطرابات الصبغية وبعض الاضطرابات الموروثة بجينة مفردة وأحيانا بعض الأمراض الشائعة كالسرطانات.

### التهجين المفلور بالموضع Fish
ويعمل على تلوين الصبغيات بشكل انتقائي يمكن من دراسة بنية صبغي ما، وكشف أي خلل فيه مهما صغر هذا الذي يصل أحيانا إلى دراسة جين واحد فقط.

### تفاعل البوليمراز التسلسلي PCR
يدرس المورثات على مستوى جزئي، ويفيد في تشخيص الأمراض وتحديد نوع الطفرات وتحديد الحملة الذين لا يظهرون أي اعراض.
تستخدم في الكشف عن المصابين والحملة في مراحل مبكرة وأثناء الحمل.

### طرائق كيميائية مخبرية
تعتمد على كشف منتجات المورثة المصابة بدلا من اللجوء إلى تحليل ال DNA على المستوى الجزيئي حيث ان الخلل في تعبير المورثة يدل على خلل في المورثة نفسها.

## العلاج
إن الأمراض الوراثية نادراً ما يكون لها علاجات فعالة. إن العلاج الجيني يُختبر كعلاج محتمل لبعض الأمراض الوراثية، بما في ذلك بعض أشكال التهاب الشبكية الصباغي.